# 黑滕罗特
黑滕罗特是德国莱茵兰-普法尔茨州的一个市镇。总面积5.32平方公里，总人口697人，其中男性350人，女性347人（2011年12月31日），人口密度131人/平方公里。